# Bledius annularis
Bledius annularis är en skalbaggsart som beskrevs av Leconte 1863. Bledius annularis ingår i släktet Bledius och familjen kortvingar. Inga underarter finns listade i Catalogue of Life.